# Tencent Pictures
Tencent Pictures (腾讯影业 en chino simplificado) es una empresa china encargada de distribuir y producir películas con sede en Shanghái, propiedad de Tencent. La empresa fue fundada para crear películas basadas en libros, cómics, series de televisión y en videojuegos. En 2015 Tencent funda la productora Tencent Penguin Pictures, una unidad de producción de filmes centrándose en el drama en línea y las inversiones minoritarias en largometrajes

## Filmografía
| Año  | Título                              | Director                             | Distribuidor                                                            | Taquilla (en todo el mundo) | Taquilla (China) |
| ---- | ----------------------------------- | ------------------------------------ | ----------------------------------------------------------------------- | --------------------------- | ---------------- |
| 2015 | Roco Kingdom 4                      | Hugues Martel and Dongbiao Cao       | Beijing Enlight Pictures                                                | N/A                         | CN¥77 millones   |
| 2016 | Warcraft                            | Duncan Jones                         | Universal Pictures                                                      | $433 millones               | $213 millones    |
| 2016 | Rock Dog                            | Ash Brannon                          | Summit Premiere as (Huayi Tencent Entertainment)                        | $23 millones                | $24.1 millones   |
| 2017 | Kong: Skull Island                  | Jordan Vogt-Roberts                  | Warner Bros. Pictures                                                   | $566 millones               | $168 millones    |
| 2017 | Wonder Woman                        | Patty Jenkins                        | Warner Bros. Pictures                                                   | $821 millones               | $90 millones     |
| 2017 | Our Shining Days                    | Wang Ran                             | Viacom 18 Motion Pictures                                               | N/A                         | $9 millones      |
| 2018 | Lost in Apocalypse                  | Sky Wang                             | Distribution Only                                                       | N/A                         | CNY2 millones    |
| 2018 | A First Farewell                    | Lina Wang                            | Distribution Only                                                       | N/A                         | CN¥214 Millones  |
| 2018 | Animal World                        | Han Yan                              | Beijing Enlight Pictures                                                | $74 millones                | $74 millones     |
| 2018 | L Storm                             | David Lam                            | Pegasus Motion Pictures                                                 | $64 millones                | $63 millones     |
| 2018 | Shadow                              | Zhang Yimou                          | Well Go USA Entertainment                                               | $91 millones                | $90 millones     |
| 2018 | Venom                               | Ruben Fleischer                      | Sony Pictures Entertainment (through Columbia Pictures)                 | $855 millones               | $272 millones    |
| 2018 | Bumblebee                           | Travis Knight                        | Paramount Pictures                                                      | $467 millones               | $170 millones    |
| 2019 | Men in Black: International         | F. Gary Gray                         | Sony Pictures Entertainment (through Columbia Pictures)                 | $253 millones               | $44 millones     |
| 2019 | Shanghai Fortress                   | Teng Huatao                          | China Film Group Corporation                                            | N/A                         | $16 millones     |
| 2019 | Terminator: Dark Fate               | Tim Miller                           | Paramount Pictures/20th Century Fox                                     | $261 millones               | $50 millones     |
| 2019 | A Beautiful Day in the Neighborhood | Marielle Heller                      | Sony Pictures Entertainment (through TriStar Pictures)                  | $67 millones                | $212,000         |
| 2020 | The Eight Hundred                   | Guan Hu                              | CMC Pictures Holdings                                                   | $63 millones                | $460 millones    |
| 2020 | Vanguard                            | Stanley Tong                         | Golden Screen Cinemas                                                   | $50 millones                | $50.6 millones   |
| 2020 | Monster Hunter                      | Paul W. S. Anderson                  | Sony Pictures Entertainment (through Screen Gems)                       | $40 millones                | $5.3 millones    |
| 2020 | The Rescue                          | Dante Lam                            | CMC Pictures Holdings                                                   | $63 millones                | $62 millones     |
| 2021 | Wish Dragon                         | Chris Appelhans                      | Sony Pictures Entertainment (through Sony Pictures Animation) / Netflix | N/A                         | $21 millones     |
| 2021 | 1921                                | Huang Jianxin Zheng Dasheng          | Huaxia Film Distribution                                                | N/A                         | $76 Millones     |
| 2021 | Raging Fire                         | Benny Chan                           | Emperor Motion Pictures                                                 | N/A                         | $213.4 millones  |
| 2021 | Venom: Let There Be Carnage         | Andy Serkis                          | Sony Pictures Entertainment (through Columbia Pictures)                 | $110 millones               | $501 millones    |
| 2021 | Extinct                             | David Silverman and Raymond S. Persi | Netflix                                                                 |                             |                  |
| 2022 | Moonfall                            | Roland Emmerich                      | Lionsgate Films                                                         |                             |                  |
| 2022 | Operation Fortune: Ruse de guerre   | Guy Ritchie                          | STXfilms                                                                |                             |                  |
| 2022 | Top Gun: Maverick                   | Joseph Kosinski                      | Paramount Pictures                                                      |                             |                  |
| 2022 | Sausage Man: The Movie              | TBA                                  | Reyna Films / XD Entertainment Pte. Ltd.                                |                             |                  |
| 2022 | Paws of Fury: The Legend of Hank    | Rob Minkoff and Mark Koetsier        | Paramount Animation                                                     |                             |                  |
| 2022 | Project X-traction                  | Scott Waugh                          | Distribution Only                                                       |                             |                  |
| TBA  | Lost but Win                        | Xin Zhao                             | Distribution Only                                                       |                             |                  |

## Filmes en producción
- New York Will Eat You Alive[2]
- 20,000 Miles Plan[3]
- Aura
- Crazy Alien[4]
- Dark Side of the Moon
- The Game of Antiques
- Koseison
- The Magic Blade remake
- Pathfinder
- The Treasure Map
- The Tuzki 3D[5]